# Плезиозаври
Плезиозаврите (Plesiosaurus) са гигантски хищници, живеят във вода. Те са сред най-едрите животни за времето си, но отстъпват на ихтиозаврите. Няма аналог в съвременния животински свят. Появяват се през юрския период и просъществува до края на креда. Характерни за плезиозаврите са дългият врат и малката опашка.
Една група плезиозаври били с къси шии и огромни глави, а устата им била пълна със смъртоносни зъби. Те са известни като плиозаври. По онова време те били господарстващите хищници в моретата и океаните. Хранели се с всякакъв вид животни, които издебвали в морските плитчини. Най-големият плезиозавър известен дотогава е лиопревредон, който е дълъг почти 25 м.
Митологическото същество Неси според някои теории е плезиозавър, макар те да са изчезнали преди милиони години.